# Bodiam Castle
Bodiam Castle er en engelsk borg af den kvadratiske type ved Robertsbridge i East Sussex.
Borgen blev bygget i 1385 af sir Edward Dallyngrigge, ridder under Edvard III, efter ønske fra Richard 2. som ville beskytte England mod en fransk invasion under hundredeårskrigen. Borgen har intet keep og alle rum er bygget mellem ydermuren og den indre gård. Hjørnerne og porten har tårne til forsvar og murene krenelering. Strukturen, designet og borgens placering i midten af en kunstig sø viser, at udseendet var en vigtig del af designet, og den er beskrevet som en af de bedste eksempler på en fæstning, hvor landskabet er blevet bearbejdet.
Bodiam var i Dalyngriggers-familens eje i flere generationer, til slægten uddøde og slottet overgik til Lewknor-famlien via ægteskab. Under rosekrigene støttede sir Thomas Lewknor Huset Lancaster, og da Richard 3. fra Huset York blev konge i 1483 blev en deling sendt afsted til Bodiam Castle for at belejre den. Det er uvist om belejringen fandt sted, men det antages at slottet overgav sig uden særlig kamp. Slottet blev konfiskeret, men blev givet tilbage til Lewknors-familien, da Henrik 7. fra House of Lancaster blev konge i 1485. Efterkommere af Lewknor-familien ejede Bodiam Castle til i 1500-tallet.
Ved udbruddet af den engelske borgerkrig i 1641 var slottet i Lord Thanets eje. Han støttede kavalererne og solgte det for at betale bøder til Parlamentet.